# 镇安镇 (龙陵县)
镇安镇，是中华人民共和国云南省保山市龙陵县下辖的一个镇。

## 行政区划
镇安镇下辖以下地区：
镇安村、淘金河村、八零八村、镇东村、官岑村、大水沟村、镇南村、大坝村、镇北村、小田坝村、芒告村、回欢村、邦迈村、镇坪村、镇宝村、竹箐村、岭干村、户帕村和邦别村。